# Debates feministas sobre la sexualidad
Las guerras feministas por el sexo (Feminist Sex Wars o Lesbian Sex Wars), fueron los tensos debates entre el movimiento feminista y la comunidad feminista lésbica principalmente en Estados Unidos desde finales de la década de 1970 y hasta mediados de los 80. La discusión gira en torno a la forma en que los movimientos feministas ven la sexualidad, la representación sexual, la pornografía, la prostitución, el sadomasoquismo y la transexualidad femenina.
El debate fue entre las feministas del movimiento antipornografía y el Positivismo sexual feminista, que acabó en una división profunda entre ambas partes.
Las guerras feministas por el sexo suelen ser vistas como el evento que marca el fin de la segunda ola del feminismo.

## Puntos de vistas

### Antipornografía
En 1976, Andrea Dworkin organizó manifestaciones contra la película El ángel de la muerte (o Snuff) en Nueva York, pero los intentos de crear una organización para continuar la campaña feminista contra la pornografía fracasaron. Los esfuerzos tuvieron más éxito en Los Ángeles, donde se fundó Women Against Violence Against Women en respuesta a Snuff en 1976; hicieron campaña contra el álbum Black and Blue de The Rolling Stones de 1976. El movimiento antipornografía estadounidense ganó terreno con la fundación de Women Against Violence in Pornography and Media (WAVPM) en 1977 en San Francisco, tras una conferencia sobre violencia contra la mujer celebrada en 1976 por centros locales de mujeres.
WAVPM organizó la primera conferencia nacional sobre pornografía en San Francisco en 1978, que incluyó la primera marcha Take Back the Night. La conferencia llevó a las feministas antipornografía a organizarse en Nueva York en 1979 bajo el lema de Mujeres Contra la Pornografía (WAP), y a la creación de organizaciones e iniciativas similares en todo Estados Unidos. En 1983, Page Mellish, antigua miembro de WAVPM y de WAP, fundó Feminists Fighting Pornography para centrarse en el activismo político que buscaba cambios legales para limitar la industria de la pornografía.

### Feministas sex-positivas
Desde 1979, la periodista feminista Ellen Willis fue una de las primeras voces en criticar a las feministas antipornografía por lo que consideraba puritanismo sexual, autoritarismo moral y una amenaza a la libertad de expresión. Su ensayo de 1981, Lust Horizons: Is the Women's Movement Pro-Sex?, da origen al término «feminismo pro-sexo». En respuesta a la corriente feminista antipornografía, las sex-positivas promovieron el sexo como una vía de placer para las mujeres, considerando que las posturas antipornografía se alineaban con la guerra de la derecha política contra el sexo recreativo y la pornografía. Los primeros grupos de apoyo sexual incluyeron a Samois, fundado en San Francisco en 1978, cuyos primeros miembros incluían a Gayle Rubin y Pat Califia; y la Lesbian Sex Mafia, fundada por Dorothy Allison y Jo Arnone en Nueva York en 1981. El Grupo de Trabajo Feminista Anticensura (FACT) fue creado en 1984 por Ellen Willis en respuesta a la Ordenanza Dworkin-MacKinnon; en 1989 se formó Feministas contra la censura en el Reino Unido, entre cuyos miembros se encontraba Avedon Carol; y Feministas por la Libre Expresión formada en los Estados Unidos en 1992 por Marcia Pally.